# Heckler & Koch HK416
De Heckler & Koch 416 is een type aanvalsgeweer van de Duitse wapenfabrikant Heckler & Koch. Het wapen wordt gebruikt door veel verschillende landen, waaronder Frankrijk en Noorwegen, waarvan het het standaardgeweer is, en door speciale eenheden van onder andere Amerika, Duitsland en Nederland. De HK416 is bij de Nederlandse Speciale Eenheden de vervanger van de Diemaco C8A1GD. Het wapen is gebaseerd op het AR-15-platform maar gebruikt Heckler & Koch's short-stroke piston system wat ook gebruikt wordt voor de Heckler & Koch G36.

## Specificaties
Binnen Nederland is het wapen in gebruik bij verschillende eenheden van de krijgsmacht en politie. Verschillende varianten zijn in gebruik bij de Netherlands Maritime Special Operations Forces, het Korps Commandotroepen, de Koninklijke Marechaussee, de Dienst Speciale Interventies en het Bijzonder Ondersteuningsteam van de Dienst Vervoer en Ondersteuning.
Het wapen is van alle moderne middelen voorzien. De kolf heeft zes verschillende stelmogelijkheden, een holle en bolle schoudersteun en opbergmogelijkheden voor bijvoorbeeld een inbussleutel, batterijen of wapentoebehoren. Daarnaast kunnen alle gangbare geluiddempers, richtmiddelen, laser- en lichtmodules op het wapen worden gemonteerd. De 1913 rail (quad rail) zorgt ervoor dat accessoires, zoals een laser of richtmiddel, na onderhoud niet opnieuw ingesteld hoeven te worden.
Het wapen heeft bijna geen last van zand, modder en water. Eenmaal uit het water kan de schutter direct de HK416 afvuren zonder het eerst te vrij te maken van water of vocht. Dit is een opvallende verbetering ten opzichte van de Diemaco C8A1GD, zijn voorganger bij de Nederlandse Speciale Eenheden.

## Varianten

### Varianten in gebruik bij de Nederlandse krijgsmacht
De Nederlandse krijgsmacht beschikt over de HK416 met een loop van 254 mm en 368 mm. Daarnaast is de grotere broer van de 416, de HK417, ook in gebruik. Deze scherpschuttersgeweer-variant heeft een zwaarder kaliber van 7,62 mm, een langere loop van 406 mm en een richtkijker voor lange afstanden.
HK416D
De variant die gebruikt wordt door de Nederlandse krijgsmacht.
M27 IAR
Een variant gebaseerd op de HK416D met 419 mm lange loop gebruikt door het United States Marine Corps als automatisch geweer. De M27 verving het lichte machinegeweer M249 SAW. De M27 is standaard uitgerust met een Trijicon ACOG 3.5x-vizier waar een back-up-RMR-red-dot-richtkijker voor CQC-gevechten bovenop zit, een verticale handgreep aan de voorkant en een Harris-tweepoot.
In 2017 begon het korps de M38, een scherpschuttersvariant van de M27, te gebruiken. Alhoewel sommige M27's al vanaf 2016 gebruikt worden als scherpschuttergeweren, verschilt de M38 daarin dat hij is uitgerust met een Leupoldvizier dat is gemaakt voor langere afstanden dan de ACOG.
Sinds 2018 is de M27 het standaardgeweer van het korps. Het oude standaardgeweer, de M4A1, zal in de toekomst alleen nog maar door niet-infanteriemariniers gebruikt worden. Hierdoor zal elke infanteriemarinier, van scherpschutter tot grenadier, hetzelfde wapen gebruiken.
HK416A5
Dit is een doorontwikkeling van de HK416 uit 2008. De A5 is te herkennen aan een dunnere kolf (de HK SlimLine) en een schuinere magwell vergeleken met de D-variant. De A5 is leverbaar in een groenbruine (RAL8000) of zwarte kleur.
HK416A7
De nieuwste versie van de 416. Te herkennen aan een nieuwe soort rail en de groenbruine kleur. De slimline handguard heeft onder en boven picatinny rail en links en rechts de zogenaamde HKey slots. Dit lijkt op Keymod, maar is het niet. Hoewel ze Hkey en Keymod erg op elkaar lijken, zijn accessoires onderling niet uitwisselbaar.

## Underslung
De HK416 en HK417 kunnen, evenals hun voorgangers in Nederland de Diemaco C7 en C8 en Colt C7 en C8 voorzien worden van een Heckler & Koch AG-NL underslung 40mm-granaatwerper.

## Gebruikers
- Nederland, HK416A5-geweren worden gebruikt door de speciale eenheden van het Korps Mariniers (Netherlands Maritime Special Operations Forces, het Korps Commandotroepen en genieverkenners van de Koninklijke Landmacht, de Brigade Speciale Beveiligingsopdrachten, Bijstandseenheid en Hoog Risico Beveiliging-eskadrons van de Koninklijke Marechaussee, de Dienst Speciale Interventies van de politie en het Bijzonder Ondersteuningsteam van de Dienst Vervoer en Ondersteuning.[1]
- Duitsland, wordt gebruikt door meerdere speciale eenheden. Zij gebruiken twee varianten: de A5 variant, door het leger de G38 genoemd, en de A7, die door het leger de G95 wordt genoemd.
- Frankrijk, gebruikt een licht aangepaste versie genaamd de HK416F als standaardgeweer. De F heeft een variant met een 279 mm lange loop en een met een 368 mm lange.[4]
- Australië, de D10RS wordt gebruikt door het Special Operations Command.
- Verenigde Staten, wordt gebruikt door verschillende speciale eenheden.
- Polen
- Turkije